# Júnia Lèpida
Júnia Lèpida (en llatí Junia Lepida) va ser una dama romana que va viure al segle I. Era filla d'Appi Juni Silà i d'Emília Lèpida. Va tenir per germans Marc Juni Silà, Júlia Calvina, Triària i Dècim Juni Torquat Silà.
Es va casar amb el jurista Gai Cassi Longí. Com que no van tenir fills, van adoptar Luci Juni Torquat Silà, nebot de Júnia, que havia quedat orfe al morir el seu pare Marc Juni Silà. El matrimoni el va criar com si fos un fill seu. Va ser acusada per l'emperador Neró d'incest amb el seu nebot i de màgia negra.